# هنری (ویرجینیای غربی)
هنری (به انگلیسی: Henry) یک منطقهٔ مسکونی در ایالات متحده آمریکا است که در شهرستان گرنت، ویرجینیای غربی واقع شده‌است.